# فوليدوصور

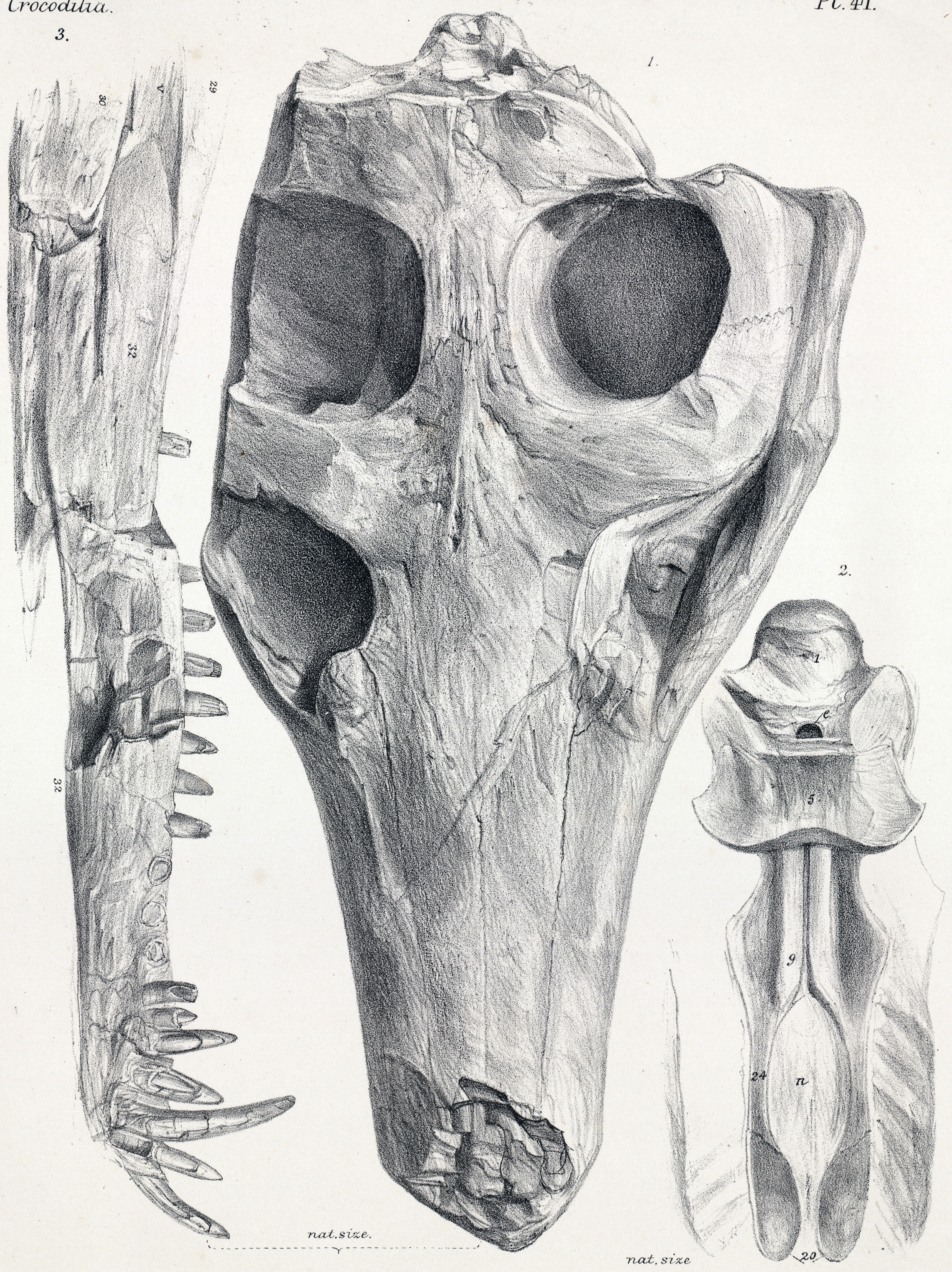
حفرية الفوليدوصور

الفوليدوصور (Pholidosaurus) ويعني سحلية قشرية، هو جنس منقرض من نيوسوكيات أشباه التمساحيات، وهو النوع النمطي لفصلية الفوليدوصوريات تم اكتشاف حفرياته في ألمانيا وإنجلترا، عاش خلال مرحلة البرياسي خلال الطباشيري المبكر، وقد تم العثور على مواد أحفورية في تكوينات Annero و Jydegård في سكانيا بالسويد وفي جزيرة بورنهولم بالدنمارك، تمت الإشارة إليها على أنها mesoeucrocodylian ومن المحتمل أنها تمثل جنس الفوليدوصور.

## وصلات خارجية
- Pholidosaurus in the Paleobiology Database